# Vinterstudion
Vinterstudion är ett svenskt tv-program och ett samlingsnamn för SVT:s direktsända vintersportsändningar under lördagar och söndagar. Programmet sänds årligen från mitten av november till slutet av mars. Programledare är André Pops och Yvette Hermundstad. Programmet hade premiär den 8 december 2007. Vinterstudion inrymmer huvudsakligen världscup- och VM-tävlingar i längdskidor, alpin skidåkning och skidskytte, och mer sporadiskt skicross, freestyle och backhoppning. Även andra sporter som bandy och ridsport har sänts i samband med Vinterstudion. Världsmästerskap och SM-veckan är ofta några av säsongens höjdpunkter. Sändningarna från VM-säsongen 2020/2021 vann Kristallen som årets sportproduktion.

## Historia
SVT har en lång tradition av vintersportsändningar. Sändningarna från 1970- och 1980-talen har nästan en kultstatus och det beskrivs av många hur "Sverige stannade" när bland andra Ingemar Stenmark tävlade. Nyårsbackhoppningen i Garmisch-Partenkirchen har sänts sedan 1959, med undantag endast för åren 2006 till 2011. Tävlingen var premiäråret den första direktsända sporten som visades på svensk tv. När sändningarna av kostnadsskäl tog en paus 2006 hade inget annat tv-program oavbrutet sänts så länge i Sverige. Nyårsbackhoppningen sänds återigen i SVT sedan nyårsdagen 2012. Världsmästerskap och världscuptävlingar i längdskidor, utförsåkning och skidskytte har också sänts i SVT under mycket lång tid. Även Vasaloppet är en långkörare i både SVT och Sveriges Radio.

### 2007–2011: Bakgrund, premiär och tidiga säsonger
Det var under 2007 som de första planerna på Vinterstudion arbetades fram. Den dåvarande sportchefen på SVT, Albert Svanberg, presenterade internt de första idéerna om att samla SVT:s sportsändningar vintertid i ett gemensamt studioprogram. Förutom arbetsnamnet "Vinterstudion" diskuterades även namn som "Vinterkanalen" och "Snöstorm". Oavsett namn fick förslaget genomslag och redan senare samma år sändes det första avsnittet av Vinterstudion. Tidigare hade sändningarna från världscuperna i vintersporter varit utspridda över SVT1, SVT2 och SVT24. Man sände färre reportage och studioinslag under vanliga världscuphelger, och sändningarna var tydligt uppdelade i de olika sporterna.
Fram till och med säsongen 2009–2010 hade SVT samtliga rättigheter till världscupen och världsmästerskap i alla de tre stora sporterna längdskidor, alpin skidåkning och skidskytte. Säsongen därpå förlorade SVT rättigheterna för de alpina världscuptävlingarna i Österrike till konkurrerande TV4.

### 2011–2017: Rättighetskrig mot kommersiella kanaler

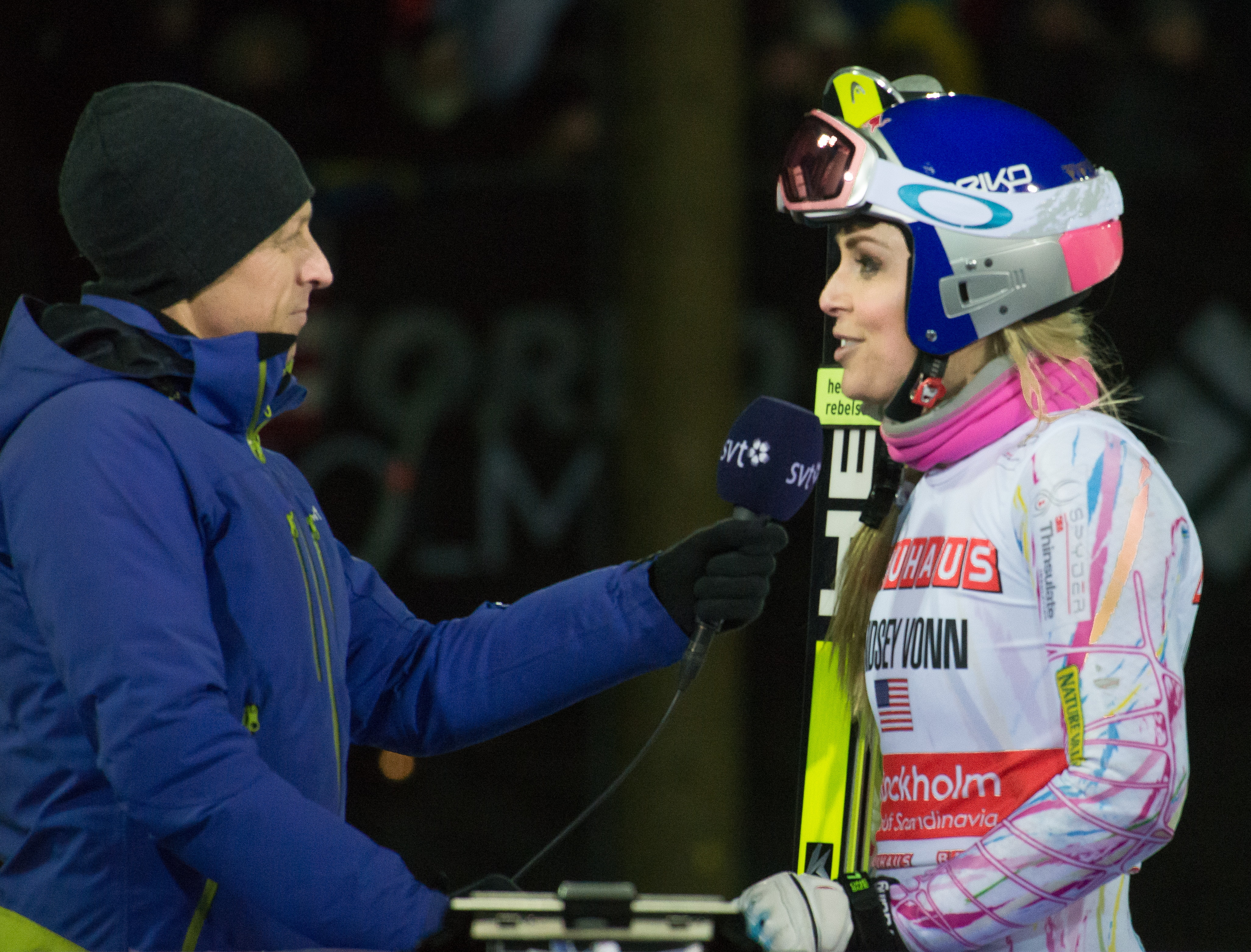
Programledare André Pops intervjuar Lindsey Vonn under en parallellslalomtävling i Hammarbybacken i Stockholm 2016.

Säsongen 2011–2012 förändrades Vinterstudioutbudet ordentligt för första gången. SVT och TV4 delade från och med denna säsong och fem år framåt på sändningsrättigheterna till skidskyttet. I praktiken innebar detta att kanalerna sände varannan säsong, med TV4 först ut. Den enda internationella skidskyttetävling som SVT hade rättigheterna att sända detta år var därmed showtävlingen World Team Challenge i Gelsenkirchen, som gick av stapeln den 29 december 2011. Samma år tog TV4 även över rättigheterna för tävlingar i längdskidor som avgjordes i Finland.
De finska längdtävlingarna återkom till SVT säsongen 2013–2014 efter två års uppehåll. Detta innebar att SVT återigen sände samtliga världscuptävlingar i längdskidor. Eftersom SVT förlorat OS-rättigheterna till MTG, som då ägde Viasat, gjorde Vinterstudion ett uppehåll under OS-helgerna 2014. Detta var den första upplagan av de olympiska spelen i svensk tv som inte sändes i SVT. 
Den 6 november 2014 säkrade SVT rätten att få sända Vinterstudiotävlingarna fram till och med säsongen 2020–2021. Kontraktet innebär att man får rättigheterna till världscupen i alpint, längdåkning, snowboard och backhoppning. Man fick även rätt till att sända VM i alpin och nordisk skidåkning såväl 2019 som 2021, samt VM i snowboard och freestyle 2017. Kontraktet omfattar dock inte de alpina tävlingarna i Österrike, som i stället TV4 fortsatt hade sändningsrättigheter till fram till och med säsongen 2017–2018.

### 2017–2021: Ett modernt utseende
2017 fick Vinterstudion en ny grafik tillsammans med Morgonstudion, Sportstudion och SVT Nyheters extrasändningar. Den nya grafiken matchade SVT:s nya grafiska identitet och den nya loggan som lanserades 2016. Grafiken gav plats för stora nyhetsrubriker och rullande textremsor med nyheter och resultat. Man använde även en ny vinjett.
Inför säsongen 2018–2019 uppdaterades Vinterstudions utseende igen. Nu samlades hela SVT Sport under en ny gemensam grafik, som uppdaterats för att matcha den nya SVT-loggan. Vinterstudion flyttade in i en studio som liknade den som använts under fotbolls-VM tidigare samma år. I studion finns som tidigare den klassiska brasan. Färgsättningen byttes från den klassiska lila färgen som programmet haft sedan sin start, till en kombination av mörkblå och guld. I den nya studion används för första gången i Vinterstudiosammanhang förstärkt verklighet (AR) för att infoga tredimensionella textrutor, resultatlistor och foton. Förutom fotbolls-VM har också bland annat hockey-VM och Fotbollsstudion sänts med en liknande studiodekor.
Samma säsong återvände de österrikiska alpintävlingarna vilket innebar att SVT för första gången sen 2010 sände samtliga världscuptävlingar i såväl längdskidor, alpint skidåkning och skidskytte.
Ett nytt inslag under säsongen 2019–2020 var den så kallade Vinterstudioquizen. I quizen tävlar Vinterstudions experter varje vecka mot varandra i en frågesport med frågor som rör vintersport, sportprofiler och programmets historia. Tittarna kan själva tävla mot varandra i SVT:s mobilapplikation Duo-appen.

### 2021–: Oviss framtid
Den 11 april 2019 stod det klart att SVT förlorar rättigheterna till världscupen och världsmästerskapen i alla sporter som administreras av FIS. Det innefattar längdskidor, alpin skidåkning, backhoppning, nordisk kombination, skicross, freestyle och snowboard. Rättigheterna från och med säsongen 2021–2022 innehas istället av Nent Group som äger Viaplay och V Sport-kanalerna (tidigare Viasat). Budet gäller rätten att sända tävlingarna över hela norden. I budet ingår dock inte de tävlingar i alpin skidåkning och längdskidor som avgörs i Österrike och Schweiz vilka fortsatt innehas av SVT ytterligare en säsong. SVT:s sportchef Åsa Edlund Jönsson meddelade samtidigt att man fortsatt också kommer sända SM-veckan, Vasaloppet samt de nationella säsongspremiärerna som går av stapeln i Bruksvallarna och Gällivare. I januari 2020 rapporterades det om att SVT säkrat rättigheterna till de österrikiska tävlingarna till och med våren 2024.
Rättigheterna för världscupen och världsmästerskapen i skidskytte ägs av SVT fram till och med 2026. I december 2020 gick SVT ut med att man dessutom köpt in rättigheterna för långloppscupen i längdskidor Ski Classics, också den till och med säsongen 2025–2026. På sin blogg uppgav Edlund Jönsson att skidskyttet och långloppscupen kommer vara de två huvudsakliga sporterna i Vinterstudion under kommande säsonger.

## Mästerskapssändningar och andra program
Under stora mästerskap har Vinterstudion ibland sänt särskilda program direkt på plats eller under särskilda former. På SVT Play har man dessutom lanserat flera webb-satsningar genom åren.

### Olympiska vinterstudion
Mellan den 12 och 28 februari 2010 gick de olympiska vinterspelen i Vancouver av stapeln. SVT hade för sista gången rättigheterna till vinter-OS innan överlämningen till Viasat. SVT:s huvudsändning från spelen gick under namnet Olympiska vinterstudion och sändes varje kväll från 18:15 till långt in på natten. Programmet leddes precis som den vanliga Vinterstudion av André Pops, och många av de experter som syntes under säsongen medverkade även under OS.

### VM-magasin

#### 2015: Skid-VM i Falun
Under världsmästerskapen i skidåkning i svenska Falun 2015 sände SVT varje kväll från den 18 till den 28 februari ett sammanfattande VM-magasin med höjdpunkter och reportage. Det en timme långa programmet sändes i SVT2 klockan 20:00. Programmet sände från en temporär studio på Stora torget i Falun som också var platsen för mästerskapets medaljceremonier.

#### 2019: Alpina VM i Åre och Skidskytte-VM i Östersund
Liknande studioprogram som de under hemma-VM i Falun sändes även under 2019 när två av de stora vintermästerskapen återvände till Sverige. Denna gång avgjordes de alpina världsmästerskapen i Åre från den 4 till den 17 februari och sedan världsmästerskapen i skidskytte i Östersund från den 6 till den 17 mars. Upplägget liknade VM-magasinet i Falun och varade under en timme med längre intervjuer och sammanfattningar från tävlingsdagen. Programmen sändes 21:00 i SVT1.

#### 2021: VM-vintern i SVT
SVT marknadsförde under februari och mars 2021 världsmästerskapen i alpin skidåkning i Cortina d'Ampezzo, juniorvärldsmästerskapen i skidåkning i Vuokatti, världsmästerskapen i skidskytte i Pokljuka, världsmästerskapen i skicross och snowboardcross som med kort varsel flyttades till Idre Fjäll och slutligen världsmästerskapen i skidåkning i Obertsdorf gemensamt under parollen "VM-vintern". Under den så kallade "VM-vintern" sändes alla tävlingsdagar ett VM-magasin kvällstid. Liknande kvällsmagasin har tidigare endast sänts under världsmästerskap i Sverige. Magasinet direktsändes 19:00 i SVT2 och repriserades igen 22:30 i SVT1 efter ett nyhetsblock med bland annat Sportnytt. Magasinet fokuserade bland annat på höjdpunkter från dagens tävlingar, reportage med svenska åkare och stilstudier.

### Webbsändningar
Under början på 2010-talets sändes ett antal år webbserien Uppvärmningen på SVT Play. I programmet fick man i 15 minuter följa förberedelserna inför Vinterstudions sändningar. Uppvärmningen hade premiär under vinter-OS i Vancouver 2010. Programmet var nominerat till “Årets bästa webb-tv-program 2010” vid Kristallen 2010 men vann inte.
Inför säsongen 2010–2011 lanserades en ny webb-tv-satsning. I programmet Inför Vinterstudion tittade programledare André Pops och krönikör Jonas Karlsson tillbaka på höjdpunkterna från året som gått. Programmet hade premiär sex dagar innan Vinterstudion drog igång och sändes i sex delar.

## Medverkande

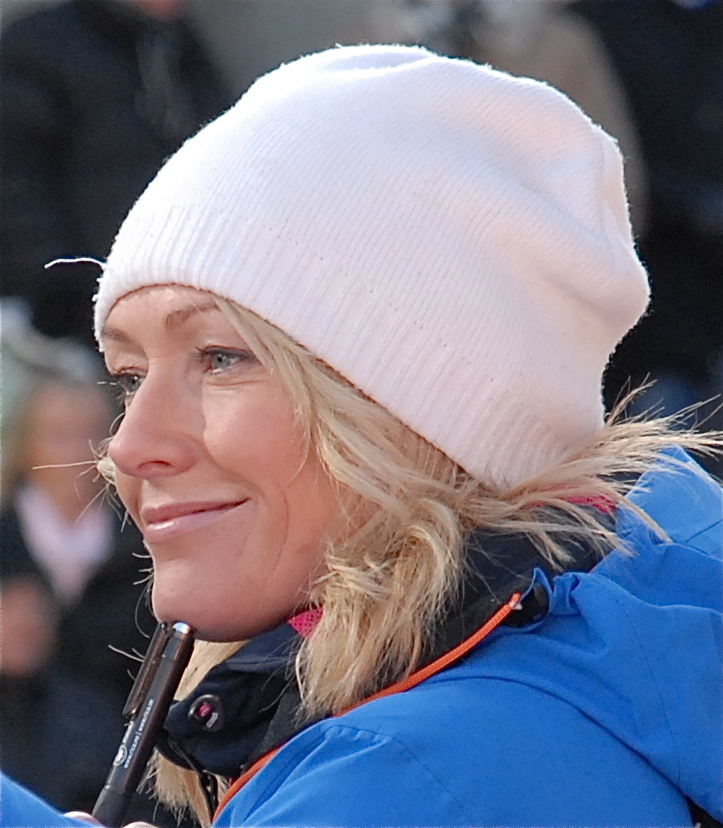
Yvette Hermundstad är en av Vinterstudions programledare. Här under en sprinttävling utanför Kungliga slottet i Stockholm 2012.

När Vinterstudion hade premiär hösten 2007 var André Pops programledare. Yvette Hermundstad har sedan starten medverkat både som reporter och vikarierat som programledare. Under 2010-talet blev hon sedermera fast programledare, tillsammans med Pops. Även Jonas Karlsson och Marie Lehmann har hoppat in som programledare under enstaka sändningar.
I maj 2017 stod det klart att André Pops lämnar Vinterstudion och SVT Sport för att leda SVT:s nya morgonprogram Morgonstudion. Efter Pops avhopp blev Yvette Hermundstad den huvudsaklige programledaren för Vinterstudion säsongen 2017–2018. Ett antal sändningar samma säsong klev David Fjäll in som ny programledare. Fjäll syntes fortsatt i sändningar också som reporter från de alpina tävlingarna. Efter drygt ett år lämnade André Pops Morgonstudion igen för att återvända till sportredaktionen. Från säsongen 2018–2019 syntes han åter som programledare för Vinterstudion, ett uppdrag som han fortfarande har tillsammans med Yvette Hermundstad.

### Längdskidor

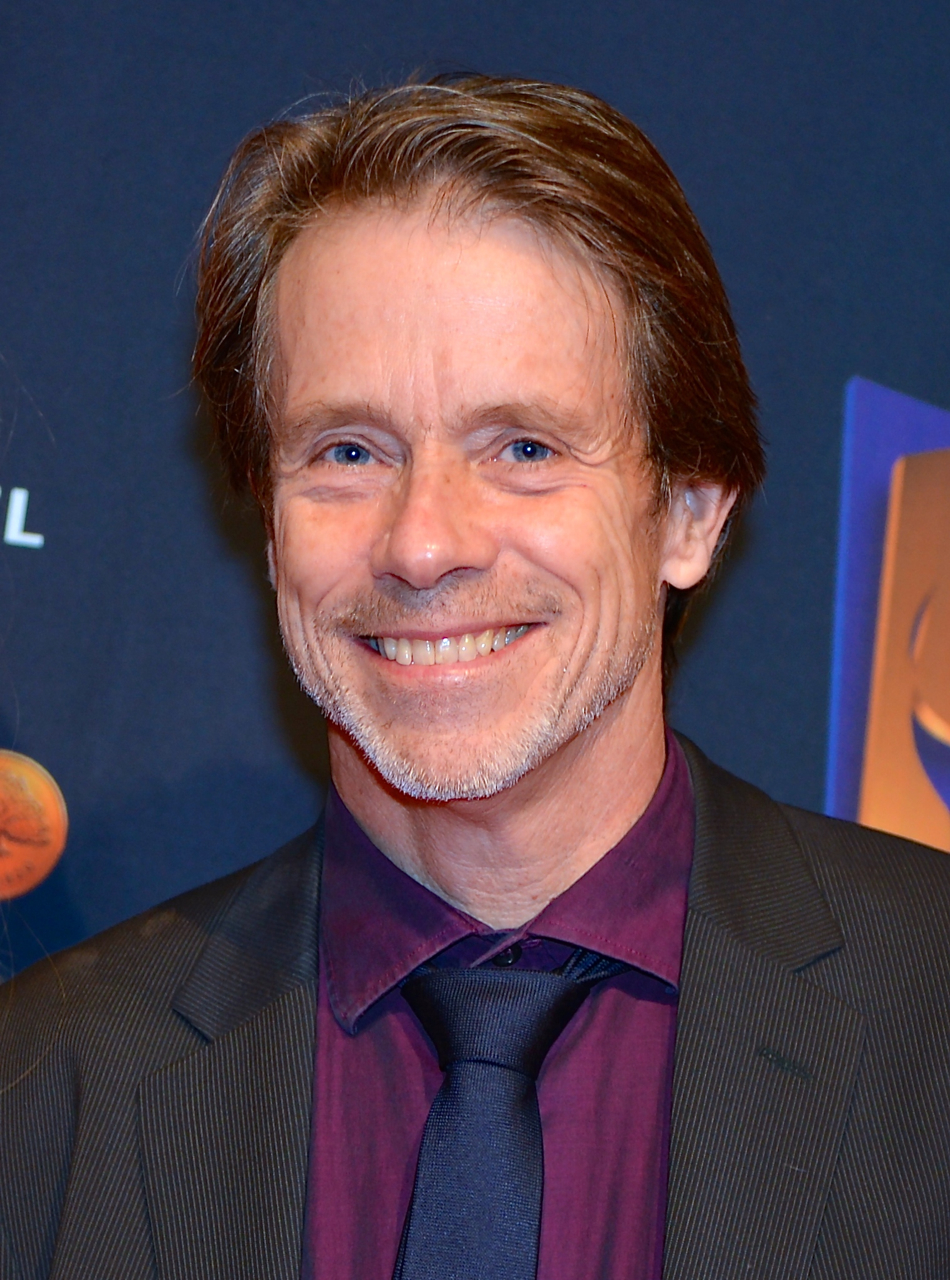
Jacob Hård har kommenterat längdskidor i Vinterstudion sedan premiären 2007.

Från premiären till och med säsongen 2015–2016 hördes främst journalisterna Jacob Hård och Jonas Karlsson som kommentatorer för världscup- och VM-tävlingarna i längdskidor. Båda har också synts i rutan som reportrar. Därtill var Ola Bränholm kommentator under säsongerna 2009–2010 och 2012–2013. När Jonas Karlsson lämnade SVT för att leda Eurosports OS-satsning 2018 ersattes han av Lotta Fahlberg. Fahlberg ersattes i sin tur av Niklas Nord när hon tog över som kommentator i skidskyttet.
Expertkommentator tillsammans med Jacob Hård och Jonas Karlsson har under samtliga Vinterstudiosäsonger varit Anders Blomquist. Tidigare säsonger har även bland andra Emelie Öhrstig, Mattias Svahn och Per Elofsson medverkat som experter. Från säsongen 2013–2014 syns istället de båda forna skidåkarna Johanna Ojala och Mathias Fredriksson som studioexperter. Fredriksson rekryterades från TV4. Under SVT:s sändningar från Paralympics har bland andra Helene Ripa och Robin Bryntesson plockats in som särskilda experter för längd- och skidskyttesändningarna. När SVT sänt från långloppscupen Ski Classics har även andra kommentatorer hörts, tillsammans med experter som Håkan Westin och Martin Larsson.
Efter säsongen 2020–2021 meddelades att Johanna Ojala lämnar rollen som studioexpert inom längdskidor för att axla rollen som programledare för Nent Groups kommande satsning på vintersport, tillsammans med bland andra Peter Jihde.

### Alpin skidåkning
Björn Fagerlind och Johan Ejeborg har båda kommenterat den alpina skidåkningen sedan Vinterstudion startade. Flera säsonger har även Björn Becksmo (säsongerna 2008–2009 och 2009–2010) och Jenny Modin (säsongerna 2015–2016 till 2017–2018) hörts som återkommande kommentatorer. Den 21 mars 2021, under världscupavslutningen för säsongen, gjorde Fagerlind sin sista sändning som kommentator. Han hade då arbetat med alpin skidåkning för SVT:s räkning under 30 år.
Ett stort antal namnkunniga f.d. åkare har medverkat som alpinexperter. Stig Strand var under många år återkommande expertkommentator under de alpina tävlingarna. Även Anna Ottosson Blixth, Fredrik Nyberg, Johan Brolenius och Ylva Nowén medverkade tidiga säsonger som experter. De nuvarande experterna Pernilla Wiberg och Tobias Hellman har också medverkat sedan programmets tidiga historia, även om Hellman några säsonger istället arbetade för TV4. Anja Pärson har efter att hon avslutat sin karriär medverkat i Vinterstudion, liksom hennes före detta tränare Mikael Junglind. Pärson har numera också varit expert för både Viasat och Eurosport. Inför säsongen 2018–2019 tillkom Maria Pietilä Holmner som studioexpert. Hon rekryterades från just Eurosport, där hon varit expert under OS i Pyeongchang efter att hon avslutat karriären.

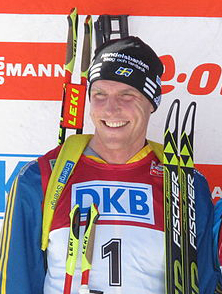
Björn Ferry har varit skidskytteexpert i Vinterstudion sedan 2014.

### Skidskytte
Fram till 2014 var Christer Ulfbåge skidskyttekommentator, ett uppdrag som han de sista säsongerna delade med AnnaMaria Fredholm. Fredholm fortsatte sedan som kommentator, samtidigt som Ulfbåge ersattes med Ola Bränholm. Numera är Bränholm kommentator tillsammans med Lotta Fahlberg.
När Ulfbåge var kommentator hade han vid sin sida expertkommentator Kalle Grenemark eller Magdalena Forsberg, som ofta också medverkade i studioinslagen. Numera är Björn Ferry och Helena Ekholm Vinterstudions skidskytteexperter. Ekholm hade några år tidigare setts som Viasats expert under OS i Sotji 2014. Ferry har rönt en del medial uppmärksamhet som skidskyttexpert då han vägrat resa till tävlingarna med flyg, och av utsläppsskäl i stället valt att resa med tåg. Även Anna-Karin Strömstedt har varit expert i Vinterstudion.

### Övriga vintersporter
Björn Becksmo, Christer Ulfbåge och Peter Jonsson har ofta kommenterat sändningarna från backhoppningen. Anders Daun och Fredrik Balkåsen har varit Vinterstudions experter på backhoppning.
Björn Becksmo och Peter Jonsson har bland andra också varit Vinterstudions kommentatorer under andra vintersporttävlingar. Sedan säsongen 2015–2016 är Lars Lewén skicrossexpert. Ett urval av andra experter som hörs eller har hörts genom åren är Fredrik Fortkord, Jesper Norén (freestyle), Jonas Lundblad (puckelpist) och Pontus Ståhlkloo (snowboard).

## Säsonger
| Säsong | År        | Första sändning  | Sista sändning |
| ------ | --------- | ---------------- | -------------- |
| 1      | 2007–2008 | 7 december 2007  | 16 mars 2008   |
| 2      | 2008–2009 | 6 december 2008  | 29 mars 2009   |
| 3      | 2009–2010 | 5 december 2009  | 28 mars 2010   |
| 4      | 2010–2011 | 20 november 2010 | 20 mars 2011   |
| 5      | 2011–2012 | 12 november 2011 | 18 mars 2012   |
| 6      | 2012–2013 | 24 november 2012 | 24 mars 2013   |
| 7      | 2013–2014 | 23 november 2013 | 16 mars 2014   |
| 8      | 2014–2015 | 22 november 2014 | 22 mars 2015   |
| 9      | 2015–2016 | 21 november 2015 | 20 mars 2016   |
| 10     | 2016–2017 | 19 november 2016 | 19 mars 2017   |
| 11     | 2017–2018 | 18 november 2017 | 25 mars 2018   |
| 12     | 2018–2019 | 17 november 2018 | 24 mars 2019   |
| 13     | 2019–2020 | 23 november 2019 | 14 mars 2020   |
| 14     | 2020–2021 | 15 november 2020 | 21 mars 2021   |
| 15     | 2021–2022 | 21 november 2021 | 27 mars 2022   |
| 16     | 2022–2023 | 12 november 2022 | 19 mars 2023   |